# Neu Boltenhagen
Neu Boltenhagen er en by og kommune i det nordøstlige Tyskland, beliggende i Amt Lubmin i den nordvestlige del af Landkreis Vorpommern-Greifswald. Landkreis Vorpommern-Greifswald ligger i delstaten Mecklenburg-Vorpommern.

## Geografi
Neu Boltenhagen er beliggende mellem Greifswald og Wolgast, øst for Dänische Wiek (del af Greifswalder Bodden). Den ligger i sydenden af Ziesebruchs, hvor vandløbet Ziese løber mod øst til Peenestrom. Kommunen ligger nord for Bundesstraße B 109. Cirka 14 kilometer vest for kommunen ligger byen Greifswald, og ni kilometer mod nordøst ligger amtets administrationsby Lubmin.
I kommunen finder man ud over Neu Boltenhagen, landsbyerne Karbow og Lodmannshagen.

## Eksterne kilder og henvisninger
- Wikimedia Commons har flere filer relateret til Neu Boltenhagen
- Kommunens side på amtets websted
- Befolkningsstatistik mm (Webside ikke længere tilgængelig)